# SFR Presse
Cet article concerne le groupe de presse. Pour le kiosque numérique, voir SFR Presse (service).
SFR Presse (anciennement Mag&NewsCo puis Altice Media Group France) est un groupe de médias français, filiale du groupe Altice France, dont le siège social est situé à Paris. Créé en 2015 par Patrick Drahi et Marc Laufer, il est aujourd'hui dirigé par Clément Delpirou[réf. souhaitée].

## Histoire
L'homme d'affaires Patrick Drahi crée le groupe média Mag&NewsCo en janvier 2015, après avoir racheté 50 % des parts du journal Libération l'année précédente (les 50 % restants sont détenus par Bruno Ledoux), le groupe israélien Hot (qui possède notamment la chaîne i24news) depuis l'été 2014, et des chaînes thématiques françaises comme Vivolta, Shorts TV, SFR Sport 5 et le groupe MCS. S'y ajoute le groupe d'information professionnelle NewsCo, créé par Marc Laufer en 2011 avec le rachat de revues professionnelles spécialisées (Mesures, Électroniques, Point Banque, La Revue des Collectivités Locales, IT for Business).
En janvier 2015 c'est Bernard Mourad, ancien banquier chez Morgan Stanley, qui est nommé à la tête de Mag&NewsCo. Il est responsable de la stratégie, du développement international, des acquisitions et des relations institutionnelles, tandis que Marc Laufer est nommé directeur général.
En janvier 2015, le groupe Roularta cède à Patrick Drahi ses magazines les plus importants en France pour moins de 10 millions d'euros : L'Express, L'Expansion, Studio Ciné Live, Lire, Mieux vivre votre argent, Classica et Pianiste.
En avril 2015, Mag&NewsCo devient Altice Media Group.
Le 11 juin 2015, Bruno Ledoux, qui jusqu'ici détenait 50 % du quotidien Libération, a transformé ses actions en une part de « près de 10 % » du capital d'Altice Media Group et devient vice-président chargé des acquisitions et de la stratégie au côté de Bernard Mourad.
En juillet 2015, Patrick Drahi s'allie à Alain Weill dans l'optique de racheter le groupe NextRadioTV, qui comprend la radio RMC, la chaîne d’info en continu BFM TV ainsi que les chaînes RMC Découverte et BFM Business, pour un montant de 595 millions d’euros.
En avril 2016, la prise de contrôle des activités dans les médias par SFR Group, autre filiale d'Altice, est annoncée, sous le nom de SFR Média, filiale dirigée par Alain Weill. Dans le même temps, un bouquet de 5 chaines de sport est annoncé, pour diffuser notamment les matchs de la Premier League, dont les droits ont été acquis par Altice, ainsi que de BFM Sport, une chaine d'information sportive s'appuyant sur les équipes de RMC, ainsi que de BFM Paris, une chaine d'information locale en Ile-de-France. Une fiction dénommée Les Médicis : Maîtres de Florence, avec Dustin Hoffman, et une application kiosque pour les titres de presse du groupe sont également prévus.
Le 7 juillet 2016, SFR Group annonce la réorganisation de SFR Média qui intègre désormais Altice Media Group, renommé SFR Presse (activités presse), SFR RadioTV (activités audiovisuelles) et SFR Sport (activités consacrées aux sports).
En mai 2017, SFR Média officialise le rachat par Marc Laufer de 75 % du groupe NewsCo, qu'il a fondé en 2011, ainsi que du groupe L'Étudiant, au travers de la holding Coalition Media Group ; SFR gardant 25 % du groupe de médias.
À partir de juin 2017 jusqu'à mars 2018, SFR réalise un important recentrage de ces activités presse écrite en vendant notamment de nombreux magazines du Groupe L'Express et se concentre ainsi sur L'Express, A Nous Paris, 01 Net Magazine et My Cuisine,.
En avril 2020, le kiosque numérique SFR Presse est cédé à la société Cafeyn. Le service de presse change alors de nom pour Cafeyn.

## Situation économique

### Chiffres clef
En 2016, le groupe SFR Presse a réalisé un chiffre d'affaires de 1 620 400 € et un résultat net de 9 949 500 € pour un unique salarié et 15 filiales directes ou indirectes.

### Aides publiques
En 2016, les différents organes de presse du groupe SFR Presse ont bénéficié d'un total de 7 023 429 euros d'aides publiques cumulées.

## Polémiques

### Liberté de la presse
En 2022, Altice a attaqué en justice le site d'information indépendant Reflets.info qui menait une enquête sur le train de vie de Patrick Drahi. Un collectif de médias et de syndicats a dénoncé la décision "liberticide" du tribunal de commerce de Nanterre, qui a condamné Reflets à ne plus publier de nouvelles informations sur Altice, Une tribune a été publiée à ce sujet.